# Ana Maria Luísa de Orleães
Ana Maria Luísa de Orleães, também conhecida como La Grande Mademoiselle (em francês: Anne Marie Louise d'Orléans; Louvre, 29 de maio de 1627 - Paris, 5 de abril de 1693), foi uma nobre francesa, integrante da casa real francesa durante os reinados de seu tio paterno Luís XIII e seu primo Luís XIV. Nascida como herdeira única de Gastão, Duque de Orleães e de Maria de Bourbon, Duquesa de Montpensier, Ana Maria figurou como uma das mulheres mais ricas e poderosas de seu período, influenciando indiretamente a moda, cultura e os rumos políticos da corte francesa e as relações entre a nobreza e a monarquia.
Como prima-irmã de Luís XIV, o Rei Sol, Ana Maria Luísa gozava de uma posição de grande prestígio, tendo sido cortejada por diversos nobres e monarcas do período, como Carlos Stuart e Carlos Emanuel II, Duque de Saboia. Eventualmente, ela acabou assumindo publicamente seu romance com o cortesão Antonin Nompar de Caumont, escandalizando a corte que viu a relação como morganática. Ana Maria Luísa envolveu-se ativamente nas alianças políticas da Fronda, danificando permanentemente sua imagem pública e sua relação com o próprio Luís XIV e terminou exilada da corte de Versalhes. Desde seu nascimento, Ana Maria Luísa ostentou a condição de Petit Fille de France (em português: Neta de França), Duquesa de Montpensier, Duquesa de Saint-Fergeau e de Duquesa de Châtellerault e Delfina de Auvérnia.

## Início de vida
Ana Maria Luísa de Orleães nasceu no Palácio do Louvre em Paris em 29 de maio de 1627. Seu pai era Gastão, Duque de Orleães e, como o irmão mais velho sobrevivente do rei Luís XIII de França, era conhecido na Corte pelo tradicional título honorífico de Monsieur. Sua mãe era Maria de Bourbon, Duquesa de Montpensier, na altura a herdeira mais rica da França, que morreu cinco dias depois do nascimento da filha. Ana Maria Luísa se tornou a nova Duquesa de Montpensier e herdeira de uma imensa fortuna que incluía cinco ducados, o Delfinado de Auvergne e o Principado de Dombes, situado na província histórica da Borgonha.
Conhecida como Mademoiselle, Ana Maria Luísa foi transferida do Louvre para o Palácio das Tulherias e colocada sob os cuidados de Madame de Saint Georges, a governanta das crianças reais, que a ensinou a ler e escrever.

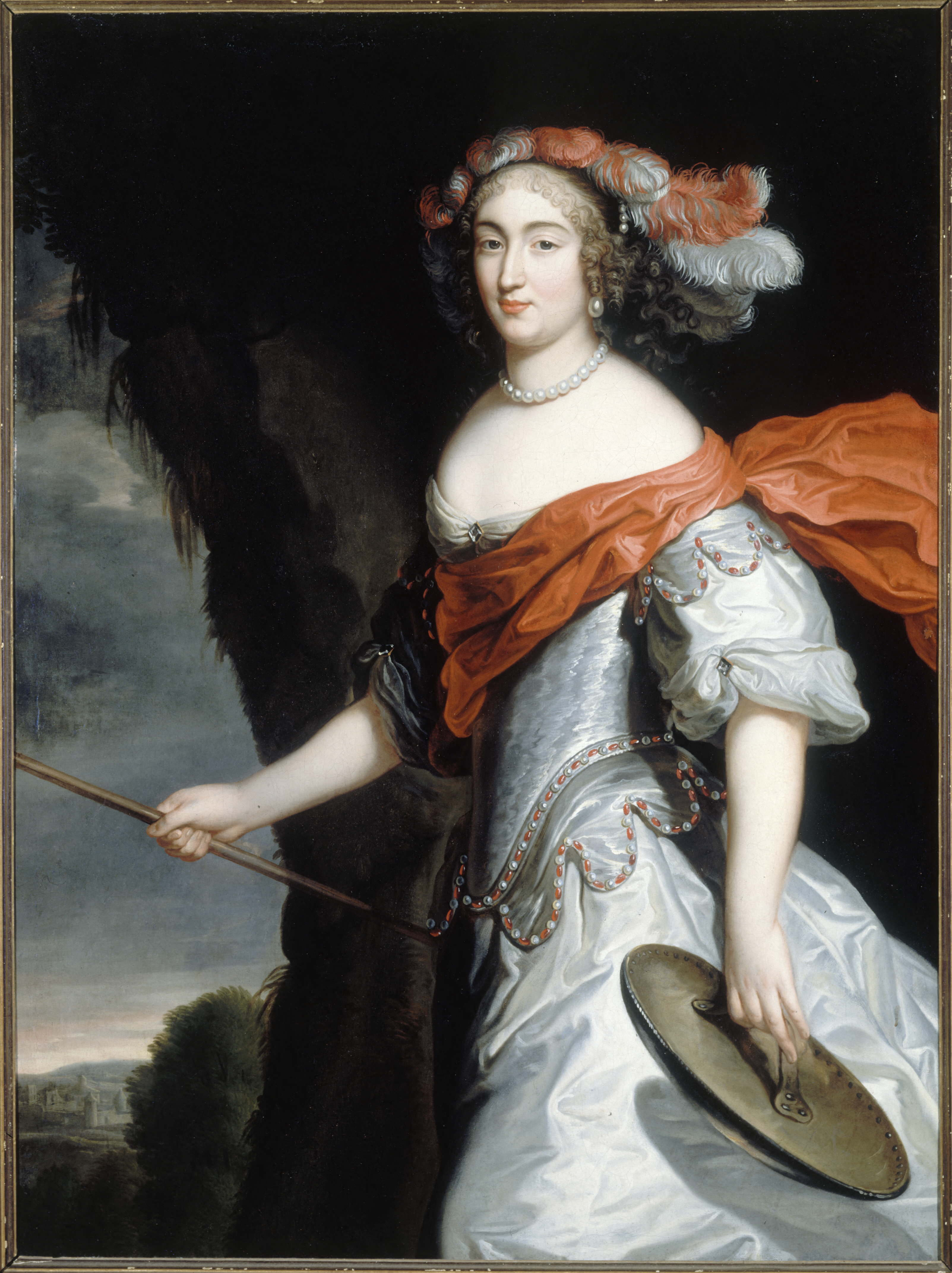
Ana Maria Luísa de Orleães
Henri e Charles Beaubrun, c. 1660

Mademoiselle era muito próxima de seu pai Gastão, que vivia em Blois, onde a filha o visitava com frequência. Mas o duque estava envolvido em múltiplas conspirações contra Luís XIII e seu principal conselheiro, o Cardeal Richelieu, e geralmente estava em maus termos com a Corte. Quando Gastão se apaixonou por Margarida de Lorena, Luís XIII se recusou a dar permissão ao irmão para se casar — França e Lorena eram inimigas, e um príncipe de sangue e herdeiro do trono não tinha permissão legal para se casar sem a permissão do rei. No entanto, Gastão se casou secretamente com Margarida em janeiro de 1632. Após seu casamento secreto, Mademoiselle não viu seu pai por dois anos. Quando ela finalmente o viu novamente em outubro de 1634, Mademoiselle, de sete anos, "se jogou em seus braços". Depois de saber que o Cardeal Richelieu , seu padrinho, estava por trás do exílio de seu pai, Mademoiselle cantava canções de rua e sátiras na presença do próprio cardeal, o que lhe rendeu uma bronca do cardeal.
Quando do nascimento do futuro Luís XIV em setembro de 1638, a determinada Mademoiselle decidiu que se casaria com ele, chamando-o de “seu pequeno marido” para a diversão de Luís XIII. Nesse ínterim, Carlos Stuart, filho do ex-rei Carlos I no exílio, pediu a mão de Mademoiselle em casamento, mas ela julgou melhor não aceitar a oferta de um rei exilado com poucas perspectivas.
Quando a governanta de Mademoiselle, Madame de Saint Georges, morreu em 1643, o pai de Mademoiselle escolheu Madame de Fiesque como sua substituta. Mademoiselle ficou arrasada com a morte de sua antiga governanta e, não gostando de ter uma nova governanta, era uma aluna desajeitada; mais tarde, ela lembrou que uma vez trancou Madame de Fiesque em seu quarto e o neto de Madame de Fiesque em outro.
Em seu leito de morte, em maio de 1643, Luís XIII finalmente aceitou o pedido de desculpas de Gastão e autorizou seu casamento com Margarida; o casal se casou em julho de 1643 perante o Arcebispo de Paris e, como Duque e Duquesa de Orleães, foram finalmente recebidos na Corte.
Após a morte de Luís XIII, Luís XIV, então com 4 anos, ascendeu ao trono da França e a viúva de Luís XIII, a rainha Ana da Áustria, como regente durante a menoridade de seu filho. Quando a esposa do Sacro Imperador Romano Fernando III morreu em maio de 1646, Mademoiselle considerou se casar com Fernando, mas a regente Ana da Áustria, sob a influência do Cardeal Mazarin, ignorou os apelos de Mademoiselle. Ana da Áustria sugeriu seu irmão, o Cardeal Fernando da Áustria, em casamento mas Mademoiselle recusou, deixando a "princesa solteira mais rica da Europa" sem perspectivas de casamento adequadas.

## Fronda
Uma dos momentos-chaves da vida de Mademoiselle foi seu envolvimento no período da história francesa conhecido como Fronda, uma guerra civil na França marcada por duas fases distintas conhecidas como Fronde Parlementaire (1648–1649) e Fronde des nobles (1650–1653). A primeira foi precipitada por um imposto cobrado de oficiais judiciais do Parlamento de Paris que foi recebido com uma recusa de pagamento e o surgimento de Luís de Bourbon, Príncipe de Condé, como uma figura rebelde que tomou a cidade de Paris por cerco. A influência do Cardeal Mazarin também foi contestada.
Na Paz de Rueil em 1 de abril de 1649, a Fronde Parlementaire terminou, e a Corte retornou a Paris em agosto em meio a uma grande celebração. Na altura, Mademoiselle pegou varíola, mas sobreviveu à doença. Tendo convalescido, Mademoiselle fez amizade com Clara Clemência de Maillé-Brézé, a esposa indesejada de Condé. O casal permaneceu em Bordéus, onde Mademoiselle se envolveu na paz que encerrou o cerco na cidade em outubro de 1650. Seu envolvimento no conflito enfureceu a regente Ana da Áustria.
Mesmo em tempos incertos, a possibilidade de um casamento entre Mademoiselle e o Príncipe de Condé surgiu quando Clara Clemência ficou gravemente doente com erisipela. Mademoiselle considerou a proposta, pois ela ainda teria mantido sua posição como uma das mulheres mais importantes da corte, e seu pai tinha um bom relacionamento com Condé. Esses planos falharam, no entanto, quando Claire Clémence se recuperou.

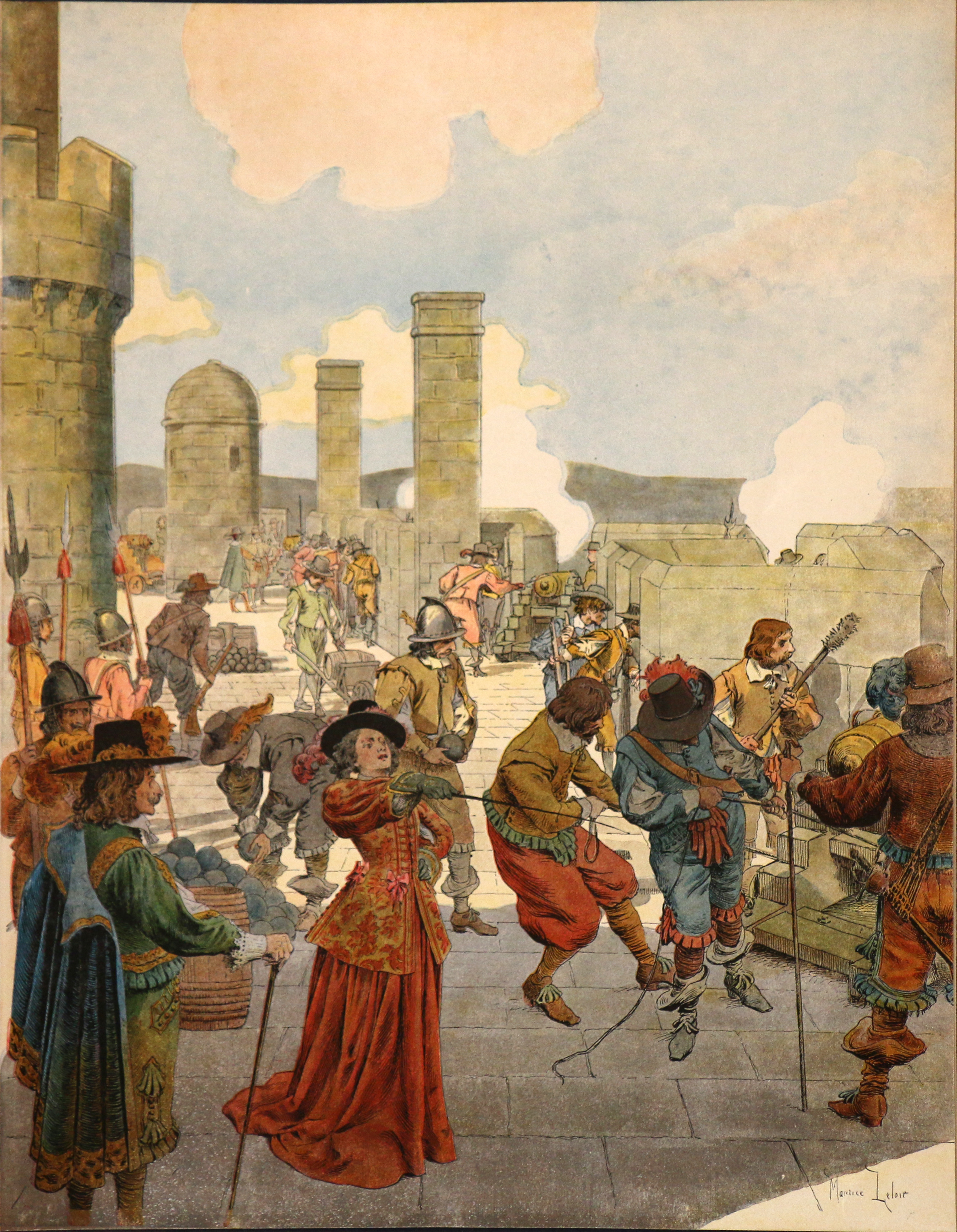
Representação póstuma de Mademoiselle na Bastilha, atirando contra o exército do Visconde de Turenne durante a Fronda.

Em 1652, houve outra Fronda, desta vez envolvendo os Príncipes de Sangue. Mazarin estava no exílio e não foi chamado de volta até outubro de 1653. A cidade de Orleães, homônima de Mademoiselle e capital do ducado de seu pai, queria permanecer neutra na guerra civil; os magistrados da cidade viram o que a guerra fez com a área próxima de Blaisons e queriam evitar o mesmo destino. A cidade solicitou a contribuição do pai de Mademoiselle para evitar ser saqueada. Gastão estava indeciso e Mademoiselle decidiu ir a Orleães para representar seu pai e acabar com os problemas. Viajando via Artenay, Mademoiselle foi informada de que a cidade não a receberia porque ela e o rei estavam em lados diferentes, referindo-se à antipatia de Mademoiselle por Mazarin.
Quando Mademoiselle chegou a Orleães, os portões da cidade estavam trancados e a cidade se recusou a abri-los. Ela gritou que eles deveriam abrir os portões, mas foi ignorada. Um barqueiro que se aproximava se ofereceu para remar até a Porte de La Faux, um portão no rio. Mademoiselle embarcou "escalando como um gato" e "pulando a cerca" para não se machucar e escalou por uma abertura no portão. Ela entrou na cidade e foi saudada triunfantemente, sendo carregada pelas ruas de Orleães em uma cadeira para todos verem. Mais tarde, ela disse que nunca tinha estado “em uma situação tão fascinante”.
Permanecendo por cinco semanas, ela se apegou a Orleães, chamando-a de "minha cidade", antes de retornar a Paris em maio de 1652. Paris estava mais uma vez em estado de pânico na véspera da Batalha do Faubourg St Antoine; Mademoiselle, a fim de permitir que o Príncipe de Condé entrasse na cidade, que era controlada pelo Visconde de Turenne, atirou da Bastilha no exército de Turenne em 2 de julho de 1652. Mazarin comentou com aquele canhão, Mademoiselle atirou em seu marido."

## Exílio
Temendo por sua vida, Mademoiselle fugiu de Paris para a segurança de sua residência em Saint-Fargeau. Nunca tendo estado em Saint-Fargeau antes, ela desconhecia o estado do edifício e, portanto, ficou em uma pequena residência em Dannery, tendo sido recebida pelo oficial de justiça de suas propriedades.

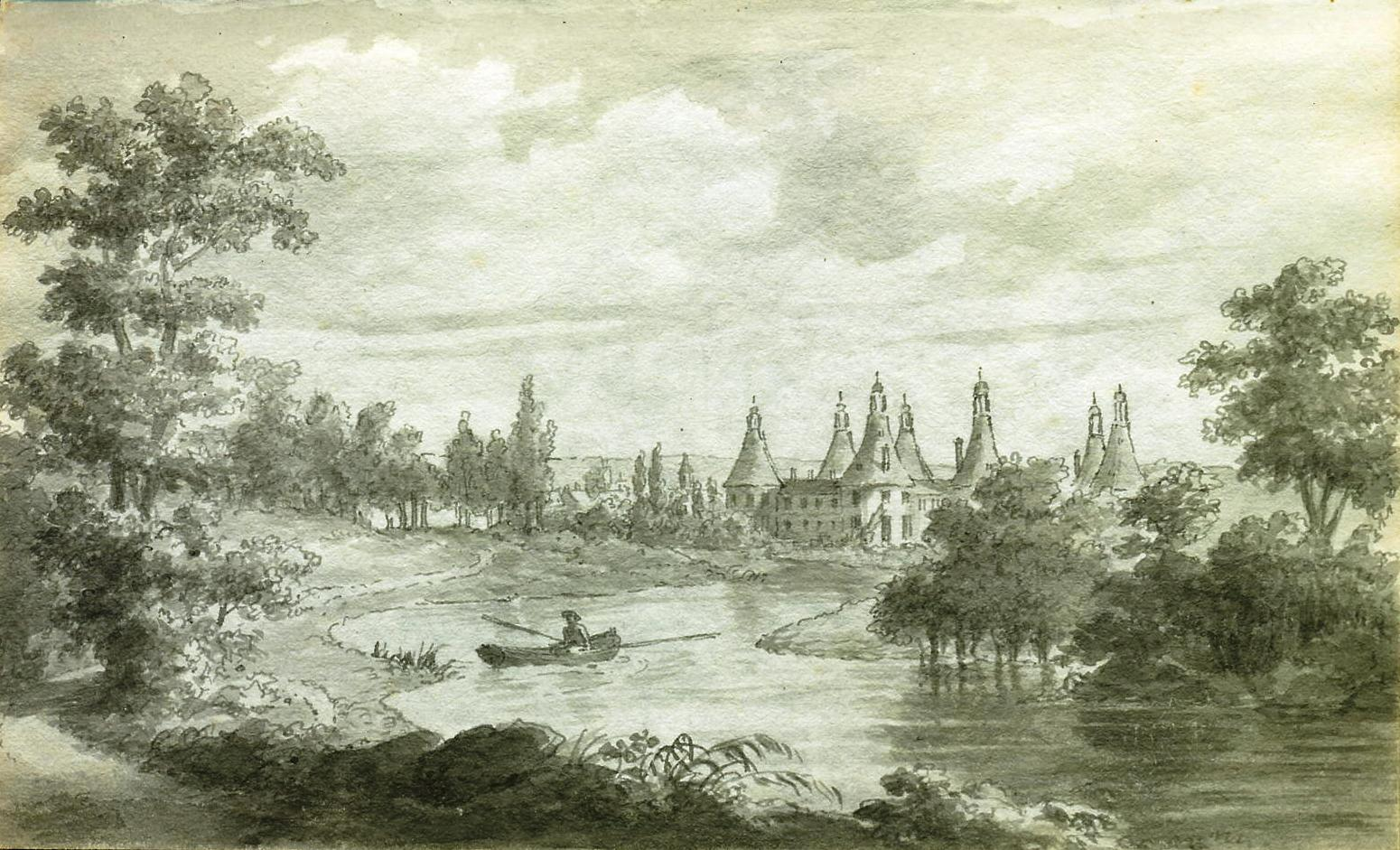
Desenho de Saint-Fargeau, onde Mademoiselle permaneceu em seu exílio.

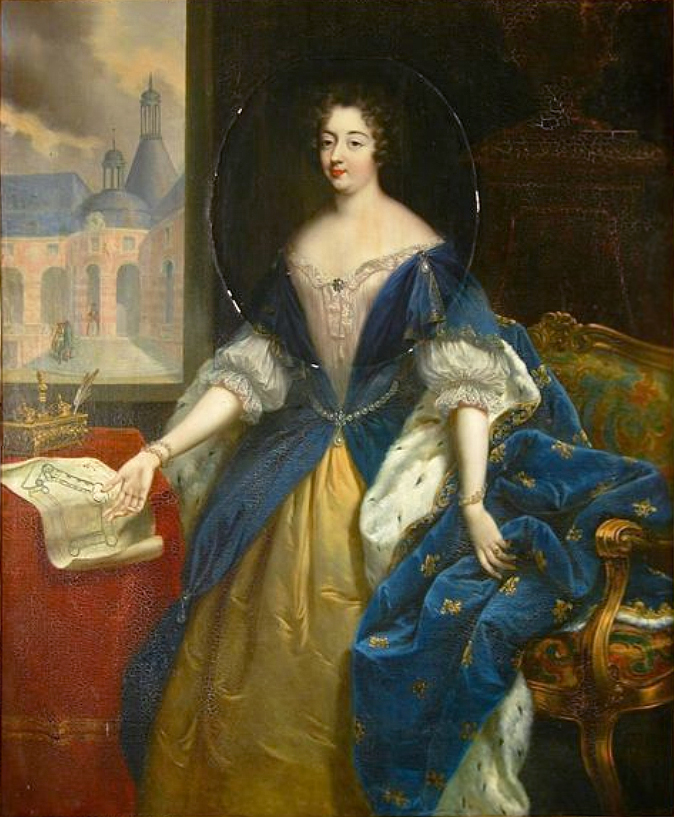
Retrato de Mademoiselle no Castelo de Saint-Fargeau

Convencida a retornar a Saint-Fargeau, ela se estabeleceu em sua casa pelos quatro anos seguintes e logo começou a melhorar o edifício sob a direção de François Le Vau, irmão do renomado arquiteto Louis Le Vau. Le Vau refez os exteriores de Saint-Fargeau a um custo de 200.000 libras. Eles foram perdidos em um incêndio em 1752 e sofreram mais danos em 1850, portanto, todas as evidências da aparência da residência de Mademoiselle foram perdidas. Apesar de ser exilada, ela ainda visitava seu pai em Blois. Enquanto estava em Saint-Fargeau, ela se dedicou em escrever, apesar de sua ortografia e gramática ruins, uma pequena biografia intitulada Madame de Fouquerolles.
Nesse ínterim, a avó materna de Mademoiselle, a duquesa de Guise, enganou-a para que mandasse dinheiro para ela sob falsos pretextos. O pai de Mademoiselle também estava envolvido no caso, o que fez com que o relacionamento entre ele e a filha se deteriorasse. Mais tarde, quando questionada sobre sua avó materna, Mademoiselle, com seu grande senso de superioridade, respondeu que Guise não era sua avó, porque ela “não era uma rainha”.
Mademoiselle permaneceu no exílio até 1657, quando foi recebida na corte mais uma vez.

### Retorno à corte e à vida familiar
Quando seu pai foi bem-vindo de volta à corte, isso abriu caminho para Mademoiselle. Ela partiu para Sedan, Ardenas, onde a corte estava estabelecida em julho de 1657. Não tendo visto nenhum membro de sua família por cerca de cinco anos, ela foi recebida com perdão e o elogio adicional da rainha Ana de que sua “aparência havia melhorado.”
Em um retrato de si mesma executado mais tarde no mesmo ano, ela observou que não era nem “gorda nem magra” e “parecia saudável; meu busto é bastante bem formado; minhas mãos e braços não são bonitos, mas a pele é boa...”. No mesmo ano, ela conheceu a ex-rainha Cristina da Suécia, que havia chegado à França em julho de 1656. As duas senhoras se conheceram em Essonne, onde assistiram a um balé juntas. Mademoiselle mais tarde exclamou que Cristina “me surpreendeu muito. [...] Ela era em todos os aspectos uma criatura extraordinária.”
Na corte, a participação de Mademoiselle na Fronda havia arruinado seu sonho de se tornar consorte de Luís XIV, mas o irmão do rei, o duque de Anjou, a cortejou brevemente. Apesar de brincar com a ideia, Mademoiselle foi desencorajada pela imaturidade do duque, dizendo que ele sempre ficava perto de sua mãe como se fosse “como uma criança.”
Mademoiselle adoeceu em Paris em setembro de 1657, pouco depois de comprar o Castelo d'Eu de sua tia materna, Maria de Lorena, Duquesa de Guise. Uma vez convalescida, retornou a sua amada Saint-Fargeau para o Natal.

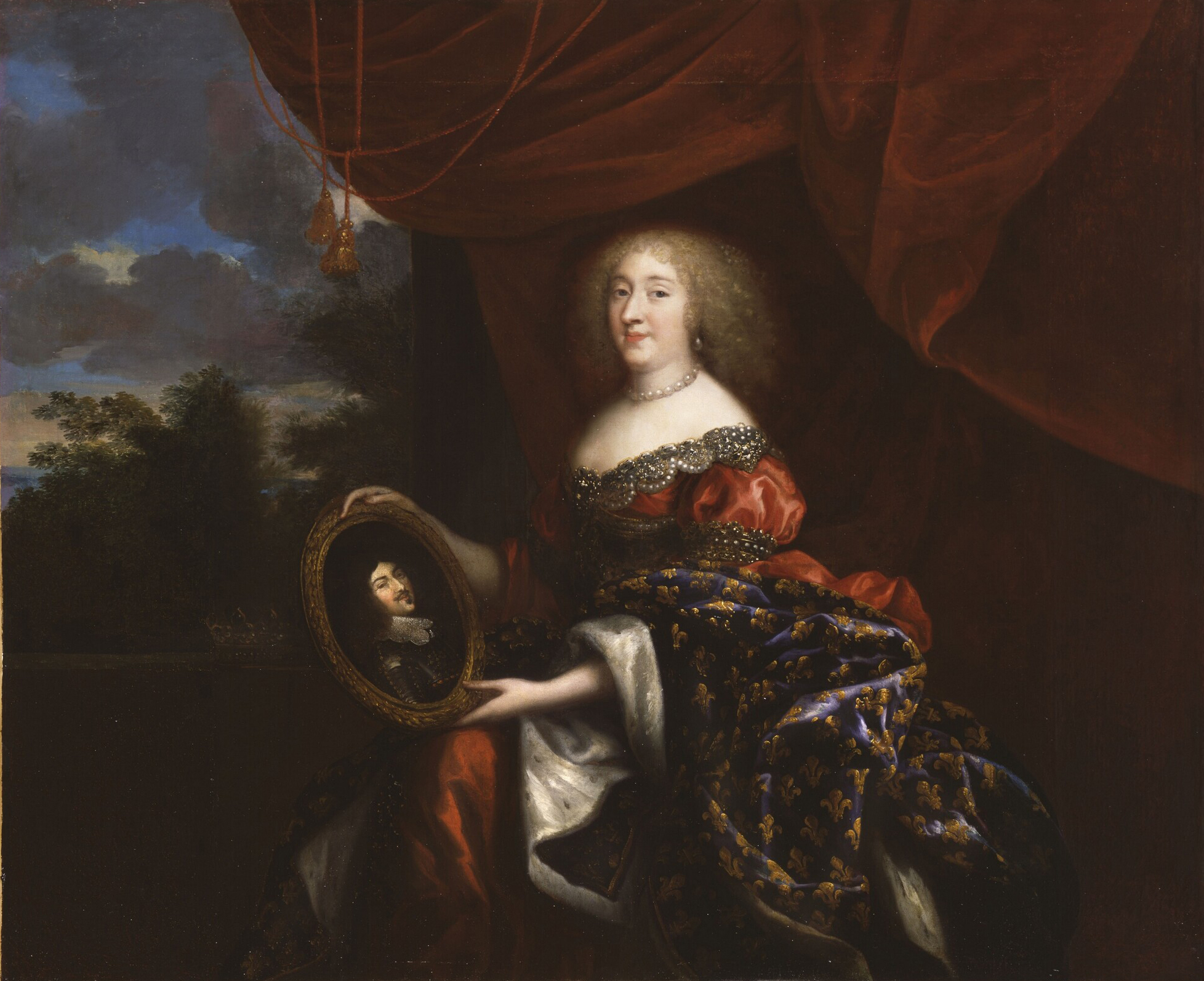
Mademoiselle segurando um retrato de seu pai, por Jean Nocret.

Em fevereiro de 1660, Gastão morreu de um derrame em Blois. Como sua filha mais velha, Mademoiselle era sua principal herdeira, Gastão deixou para ela uma fortuna considerável que se somou à sua já vasta riqueza pessoal. Como resultado do luto pelo pai, Mademoiselle só foi autorizada a ir, como incógnita,  ao casamento formal entre Luís XIV e sua nova esposa Maria Teresa da Espanha. O próximo casamento na corte que Mademoiselle estave presente foi o do irmão do rei, agora Duque de Orleães, com a princesa Henriqueta Ana da Inglaterra, filha do desafortunado rei Carlos I, que aconteceu em 31 de março de 1661.
Filipe e Henriqueta formaram um casal tempestuoso. Filipe era um bissexual declarado e vivia abertamente com seus amantes homens no Palácio Real, para desgosto de Henriqueta. Em retaliação, ela flertou abertamente com Luís XIV, bem como seduziu o próprio amante de Filipe, o conde de Guiche – com tudo sendo relatado nas memórias de Mademoiselle. Mademoiselle foi a madrinha da filha mais nova de Filipe e Henriqueta, Ana Maria, nascida em 1670 e nomeada em homenagem a ela. Mais uma vez, quando da morte de Henriqueta em 1670, Luís XIV perguntou se Mademoiselle queria preencher "o lugar vago" que havia sido deixado por Henriqueta, uma sugestão que ela recusou.

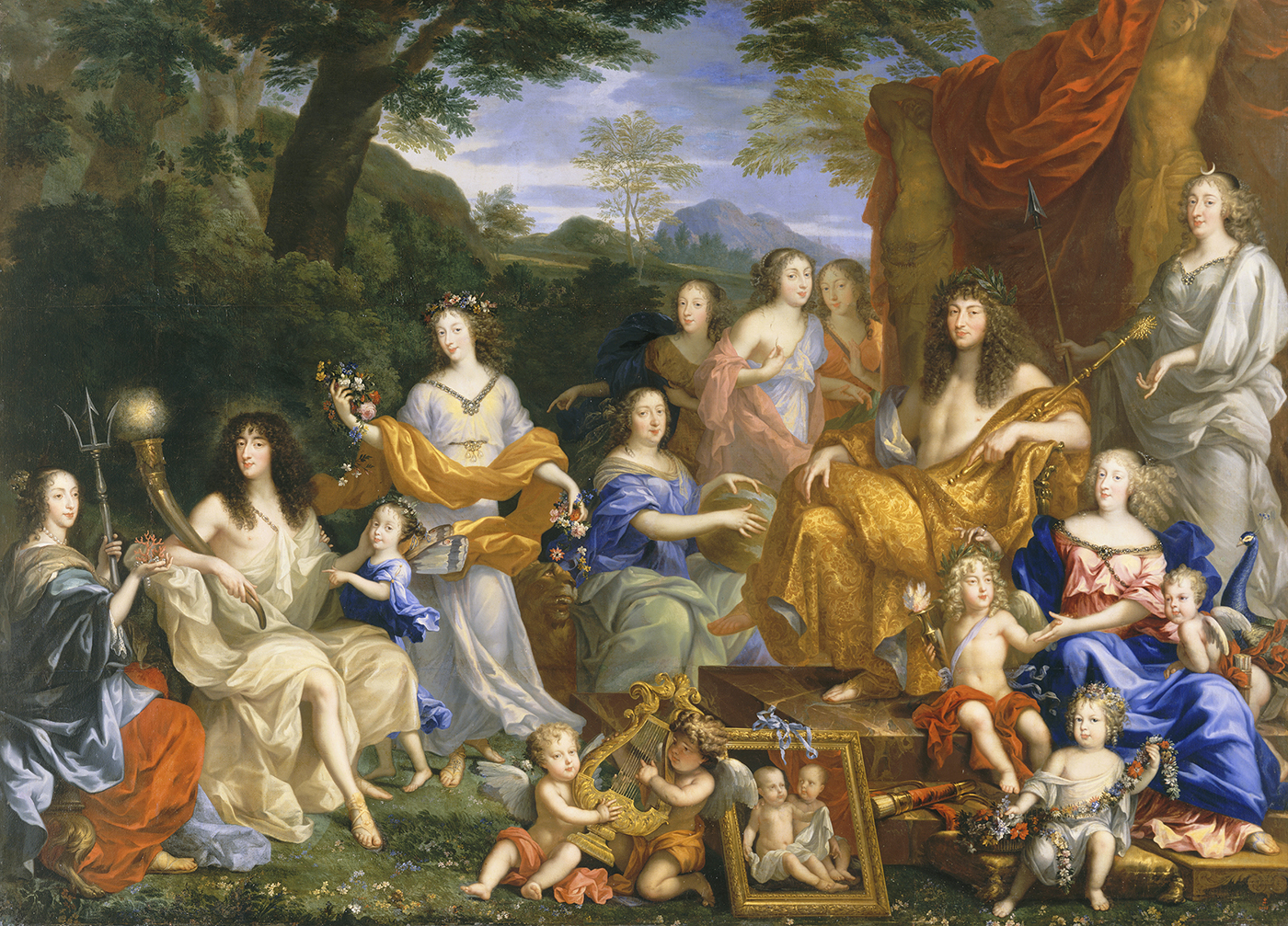
Retrato Mitológico da Família de Luís XIV, por Jean Nocret em 1670. Mademoiselle (primeira na extrema-direita) é retratada como a deusa romana Diana.

Mademoiselle e sua meia-irmã mais nova, Margarida Luísa, tinham um relacionamento próximo. As duas iam ao teatro juntas e frequentavam o salão de Mademoiselle. Em 1658, Mademoiselle foi convidado pelo rei Luís XVI a garantir os arranjos do casamento de Margarida Luísa e o Grão-Príncipe da Toscana.
Inicialmente muito feliz com a perspectiva de se casar, a euforia de Margarida Luísa transformou-se em consternação quando descobriu que Mademoiselle não apoiava o casamento toscano e preferia que a irmã tivesse se casada com o candidato anterior, o Duque de Saboia. Depois disso, o comportamento de Margarida Luísa tornou-se errático: ela chocou a corte ao sair desacompanhada com seu primo, o príncipe Carlos de Lorena, que logo se tornou seu amante. Seu casamento por procuração não fez nada para mudar sua atitude e ela tentou fugir e ir caçar, apenas para ser impedida pela própria Mademoiselle.
Mademoiselle, a única das irmãs ainda solteira, foi abordada novamente por Luís XIV em 1663 com um possível par para ela. O noivo pretendido era Afonso VI de Portugal, que ascendeu ao trono português em 1656. A orgulhosa Mademoiselle ignorou a ideia, dizendo que preferia ficar na França com sua vasta renda e propriedades e que não queria um marido que, segundo rumores, era alcoólatra, impotente e paralítico. Afonso, em vez disso, casou-se com Maria Francisca de Saboia.
Luís XIV ficou furioso e ordenou que ela retornasse a Saint-Fargeau por tê-lo desobedecido. Esse "exílio" durou cerca de um ano e durante esse período ela começou a fazer reparos no Castelo d'Eu e começou a escrever suas memórias. Apelando a Luís XIV sobre sua saúde, ela foi autorizada a retornar à corte, após o que Luís propôs que ela se casasse com Carlos Emanuel II, Duque de Saboia, que havia se casado anteriormente com a meia-irmã mais nova de Mademoiselle, Francisca Madalena. Mademoiselle parecia muito mais interessada nesse casamento, mas Carlos Emanuel II não, e ele deu várias desculpas para evitá-lo. Esta proposta seria a última para la Grande Mademoiselle.

## Últimos anos

### O Duque de Lauzun
Longe da corte em 1666, Mademoiselle lamentou não estar presente nos entretenimentos organizados no Palácio de Fontainebleau em homenagem à rainha Maria Teresa naquele verão. Nos entretenimentos estava um homem chamado Antoine Nompar de Caumont, mais tarde Duque de Lauzun, um nobre empobrecido de Guyenne. Próximo ao rei Luís XIV, ele era conhecido por sua inteligência, bem como seu evidente "apelo sexual", apesar de ser "o menor homem que Deus já fez". Ele também era um soldado distinto e fez parte das negociações de casamento entre Luís XIV e a rainha Maria Teresa. Muito teimoso e desbocado, Lauzun uma vez viu Mademoiselle usando uma fita vermelha no cabelo e declarou que ela era muito "jovem" para usa-lá, ao que a orgulhosa Mademoiselle respondeu “pessoas da minha posição são sempre jovens.”

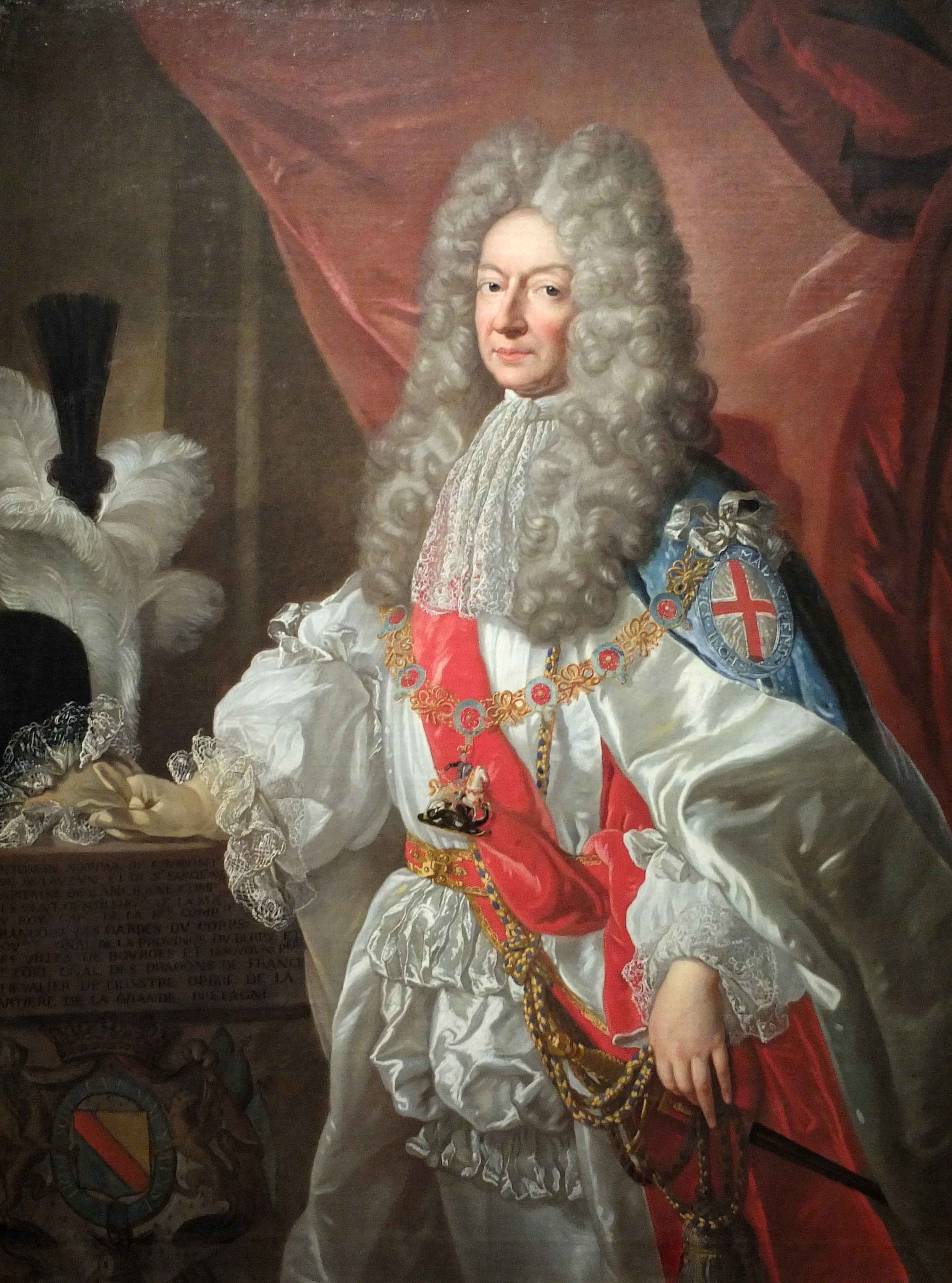
Antoine Nompar de Caumont, o único interesse amoroso de Mademoiselle.

Em pouco tempo, Mademoiselle se apaixonou perdidamente por Lauzun. Em dezembro de 1670, uma das mulheres mais importantes da corte, atrás apenas da rainha, da duquesa de Orleães e de Madame Real, a única filha legítima de Luís XIV, pediu permissão a Luís XIV para se casar com Lauzun. Luís consentiu, para espanto de sua corte e para grande desgosto da rainha Maria Teresa, Monsieur e vários membros da corte. A rainha e Monsieur se recusaram a assinar o contrato de casamento. A data da cerimônia foi marcada para ocorrer no Louvre no domingo, 21 de dezembro de 1670. Lauzun até pediu à amante de Luís, Madame de Montespan, para ajudar a convencer o rei a se submeter ao casamento. Mademoiselle ficou de bom humor mais tarde, afirmando que os dias de 15 a 18 de dezembro de 1670 foram os dias mais felizes de sua vida. Ela se referiu a Lauzun como “Monsieur le duc de Montpensier” para seus amigos.
A alegria não duraria; sob pressão de uma corte desaprovadora, Luís XIV reverteu sua decisão, e o noivado foi cancelado em 18 de dezembro, afirmando que isso prejudicaria sua reputação. Mademoiselle foi convidada a ter uma entrevista com o rei e Madame de Montespan. O primeiro a informou de sua decisão, à qual ela respondeu: “que crueldade..!” Luís respondeu que “os reis devem agradar ao público” e arruinou as esperanças de casamento de Mademoiselle naquela “quinta-feira infeliz”, como ela mais tarde a chamou.

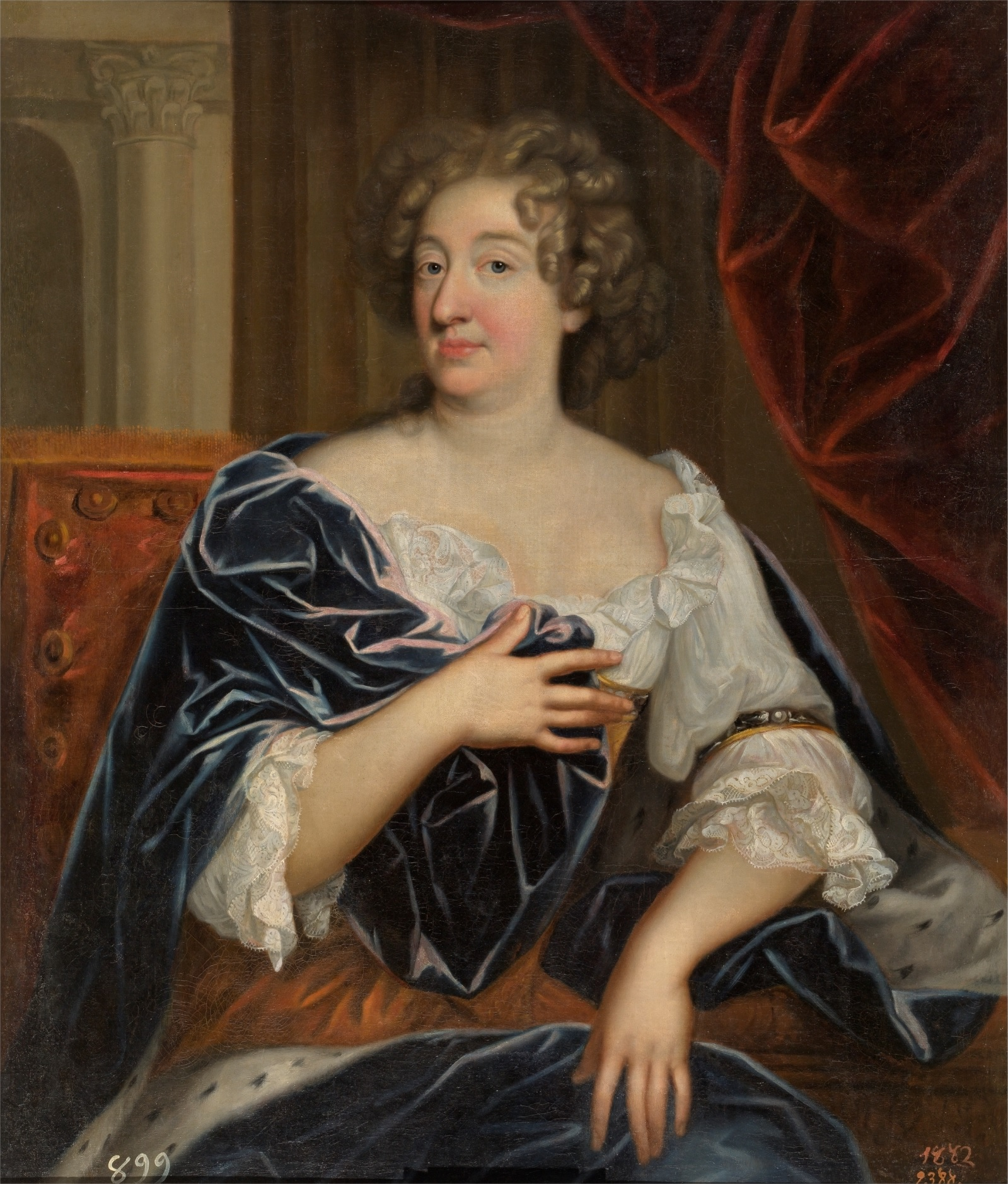
Retrato de La Grande Mademoiselle, no Museu do Prado.

Mademoiselle se isolou em seus aposentos e não reapareceu até o início de 1671, quando foi informada da prisão de Lauzun sem uma razão oficial divulgada. Ele foi levado para a Bastilha e depois para a Fortaleza de Pignerol, onde permaneceu até 1681 apesar de ter feito várias tentativas de fuga.
Determinada a libertar Lauzun, Mademoiselle dedicou-se aos seus interesses e abordou Madame de Montespan para tentar encorajar o rei a libertá-lo. A libertação teve um custo; ela teria que vender duas de suas terras mais lucrativas: o Principado de Dombes e o Condado de Eu. Esses títulos seriam dados a Luís Augusto de Bourbon, Duque de Maine, filho mais velho e favorito de Luís XIV e sua amante Montespan. Capitaneando em 2 de fevereiro de 1681, Mademoiselle vendeu as terras, ambas com grande apego pessoal a ela. Sem que Mademoiselle soubesse, ela estava apenas comprando a libertação de Lauzun e o direito de ele viver em suas propriedades como exilado.
Lauzun foi libertado em 22 de abril de 1681 e obrigado a viver tranquilamente em Bourbon-l'Archambault antes de retornar a Paris, mas não à corte, mas sim ao Hôtel de Lauzun, em março de 1682. Antes da morte da rainha Maria Teresa em julho de 1683, o casal estava em maus termos quando se reuniram novamente temporariamente em luto. Logo depois que os dois tiveram uma última entrevista, antes de Mademoiselle se retirar para sua residência parisiense, o Palácio do Luxemburgo.

### Morte e enterro
Mademoiselle adoeceu em 15 de março de 1693 com o que parece ter sido uma obstrução da bexiga. Lauzun pediu para vê-la, mas devido ao seu orgulho, Mademoiselle se recusou a admiti-lo. Ela morreu no Palácio do Luxemburgo em Paris no domingo, 5 de abril de 1693. Como uma "neta da França", o título que ela tanto prezava, ela foi enterrada na Basílica de Saint-Denis, fora de Paris, em 19 de abril. Em seu funeral, de acordo com o Duque de Saint-Simon, ela foi recordada como sendo "a princesa solteira mais rica da Europa". Deitada em estado, a urna contendo suas entranhas explodiu no meio da cerimônia, o que causou caos enquanto as pessoas fugiam para evitar o mau cheiro. Eventualmente, a cerimônia continuou com a conclusão de que era “[...] outra brincadeira às custas de Mademoiselle.”

## Títulos
Duquesa de Montpensier desde o nascimento em 1627 até 1693; foi também Duquesa de Saint-Fargeau, de Châtellerault, de Aumale e Duquesa de Beaupréau; Princesa des Dombes, de Luc, de La Roche-sur-Yon e de Joinville; Marquesa de Mézières e Condessa de Eu. Era ainda Condessa de Forez, de Mortain e de Bar su Seine; Viscondessa de Auge, de Bresse e de Domfront; Baronesa de Beaujolais, de Montaigu en Combrailles, de Mirebeau, de Roche-en-Régnier, de Thiers en Auvergne e Dauphine do Auvergne.

### Residências
- Palácio do Luxemburgo
- Castelo d'Eu
- Château de Saint-Fargeau
- Castelo de Choisy